# اوپا
اوپا (به انگلیسی: Opa) یک زبان برنامه‌نویسی منبع‌باز برای توسعه برنامه‌های کاربردی وب مقیاس‌پذیر است.

## طراحی و نکات برجسته
اوپا شامل یک وب سرور، یک پایگاه داده، و یک موتور اجرای توزیع‌شده‌است. کد نوشته شده در اوپا در سمت سرور به زبان ماشین و در سمت کاربر به جاوااسکریپت تبدیل می‌شود.

## نمونه کد

### مثال Hello world
قطعه کد زیر یک وب سرور می‌سازد که یک صفحه ثابت با عبارت "سلام، وب!" به عنوان محتوای آننمایش می‌دهد:
```
Server
.
start
(
Server
.
http
,

  
{
 title
:
 
"Hello"

  
,
 page
:
 
function()
 
{
 
<h1>Hello, web!</h1>
 
}

  
}

)

```

سپس می‌توانید با دستور زیر، کد نوشته شده را در یک فایل اجرایی جاوااسکریپت (JS) مستقل کامپایل کرد:
```
$
 
opa
 
hello_web.opa

```

اجرای فایل جاوااسکریپت (JS) قابل اجرا، برنامه وب را راه اندازی می‌کند:
```
$
 
./hello_web.js

```